# Abraham Pais
Abraham Pais (19 mai 1918 - 28 juillet 2000) est un physicien néerlandais et théoricien de la physique quantique, collègue, partenaire et ami d'Albert Einstein.

## Biographie
Ses plus importantes contributions concernent la théorie moderne des particules élémentaires, avec le développement du concept de « noyaux atomiques ».
Pais est également historien des sciences et l'auteur d'une biographie majeure d'Einstein, Subtle Is the Lord (1982, trad. Albert Einstein : la vie et l'œuvre, 1993).
Il est descendant d'une famille de juifs séfarades portugais, les Pais, qui ont émigré au XVIIe siècle. Persécuté et poursuivi par la Gestapo, il est capturé à la fin de la Seconde Guerre mondiale mais survit.
Il est surnommé « Monsieur Physique quantique » à l'université de Princeton, où il travaille à partir de 1946.

### Vie privée

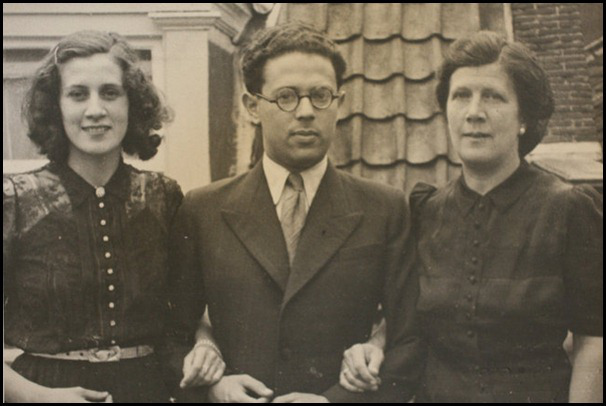
Tina Strobos (gauche), son fiancé Abraham Pais, et la mère de Tina, vers 1941.

Pendant la Seconde Guerre mondiale, il est fiancé à Tina Strobos, qui cache des juifs dans son appartement d'Amsterdam.
Il rencontre Lila Lee (née Atwill), sa future épouse, qui est mannequin, lorsqu'il travaille avec Albert Einstein à l'Institute for Advanced Study de l'Université de Princeton. Elle se convertit au judaïsme. Ils ont un fils, Josh, né le 21 juin 1964. Peu de temps après, le couple divorce. Sa femme est une poétesse et une artiste bohème, ce qui heurtait Pais.
Son fils, Josh Pais, est un acteur et réalisateur américain.